# Scindapsus geniculatus
Scindapsus geniculatus — вид квіткових рослин із родини кліщинцевих (Araceae), роду Scindapsus. Це ліана, рідним ареалом якої є Борнео (Саравак).